# التوسع الروماني في إيطاليا

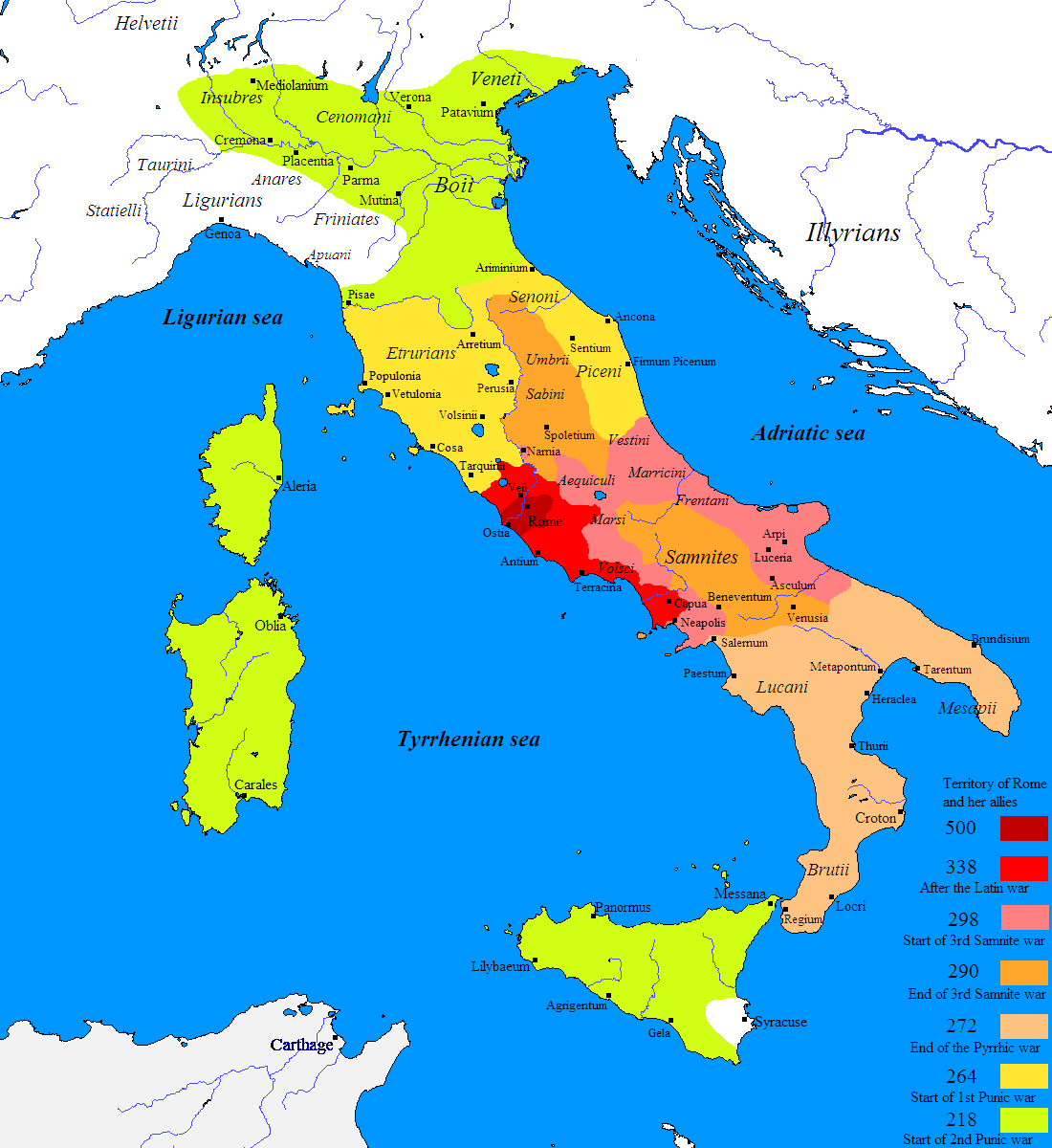
التوسع الروماني في إيطاليا من 500 ق.م إلى 218 ق.م عبر الحرب اللاتينية (أحمر فاتح)، والحروب السامنية (برتقالي)، والحروب البيروسية (بيج)، والحروب البونيقية الأولى والثانية (أصفر وأخضر)، وغاليا كيسالبينا (238-146 ق.م)، وأودية جبال الألب (16-7 ق.م). الجهورية الرومانية في 500 ق.م باللون الأحمر القاني.

يشمل التوسع الروماني في إيطاليا سلسلة من الصراعات خرجت منها روما حاكمة للإقليم الإيطالي بعد أن كانت دولة مدينة إيطالية صغيرة. ينسب التقليد الروماني إلى الملوك الرومان أول حرب ضد السابيين والغزوات الأولى في المناطق المحيطة بتلال ألبا وصولًا إلى ساحل لاتيوم. أطلقت ولادة الجمهورية الرومانية بعد الإطاحة بالنظام الملكي الروماني في عام 509 قبل الميلاد سلسلة من الحروب الكبرى بين الرومان والإتروريين. في عام 390 قبل الميلاد، نهب الغاليون القادمون من شمال إيطاليا روما. وفي النصف الثاني من القرن الرابع قبل الميلاد، دخلت روما في صراعات متكررة ضد مع السامنيتيين، الذين كانوا تحالفًا قويًا لقبائل إقليم أبينيني.
مع نهاية هذه الحروب، كانت روما قد أصبحت أقوى ولاية في إيطاليا الوسطى وبدأت بالتوسع نحو الشمال والجنوب. أتى آخر تهديد للهيمنة الرومانية خلال الحرب البيروسية (280 - 275) حين جندت طارنت مساعدة الملك الروماني بيروس الإبيري للحملة في شمالي إيطاليا. سحقت المقاومة في إتروريا أخيرًا خلال عامي 265 و264 قبل الميلاد، وفي السنة نفسها بدأت الحرب البونيقية الأولى وجلبت قوات رومانية من خارج شبه الجزيرة للمرة الأولى. وابتداءًا بالحرب البونيقية الأولى (264 – 241 قبل الميلاد)، اشتملت المناطق الخاضعة للحكم الروماني على صقلية (241 قبل الميلاد) وسردينيا وكورسيكا (238 قبل الميلاد) وجزرًا تحولت إلى مقاطعات.
في وقت لاحق، جنبًا إلى جنب مع الحرب البونيقية الثانية (218 – 202 قبل الميلاد)، مضت روما أيضًا لتخضع الأراضي السلتية شمال أبينيني غاليا كيسالبينا (منذ عام 222 حتى عام 200 قبل الميلاد) ومن ثم أراضي تجمعات قدماء الفينيتو (شرقًا) وليغوريون (غربًا) وصولًا إلى تلال الألب الفسيحة. مع نهاية فترة الحروب الأهلية (44 – 31 قبل الميلاد) شرع أوغوستوس بغزو وديان ألبين (من وادي أوستا إلى نهر أراسيا في إستريا) منذ عام 16 حتى عام 7 قبل الميلاد ليتمم غزو الإقليم الجغرافي الإيطالي. بعد غزو كامل قوس ألبين، ومعه كامل الإقليم الإيطالي، قسم أوغوستوس إيطاليا إلى 11 إقليم (نحو عام 7 ميلادي). ودمجت الأراضي التي تعرضت للغزو ضمن الدولة الرومانية المتعاظمة بعد طرق: مصادرة أراض وتأسيس مستوطنات للمواطنين الرومان ومنح مواطنة كاملة أو جزئية وتحالفات عسكرية مع الدول المستقلة ظاهريًا. منح الغزو الناجح لإيطاليا وصول روما إلى مركز قوى عاملة لا يضاهى من أي دولة معاصرة ومهد الطريق أمام التدخل الروماني النهائي في كامل شرق المتوسط.

## الخلفية
يشير اسم شعوب إيطاليا القديمة إلى تلك التجمعات السكنية التي استقرت في شبه الجزيرة الإيطالية خلال العصر الحديدي وقبل التوسع الروماني وغزو إيطاليا. ومعظم التسميات هي إما اختراعات من الباحثين أو تلقيب محلي وأجنبي من قبل كتاب قدماء لأعمال كتبت باللغة اليونانية القديمة أو اللغة اللاتينية.
في ما يتعلق بتسميات معينة لقبائل وشعوب إيطالية قديمة معينة، تقع النافذة الزمنية التي يعرف المؤرخون من خلالها الأسماء المنسوبة تاريخيًا للشعوب الإيطالية القديمة بشكل رئيسي بين فترة قريبة من العام 750 قبل الميلاد (التأسيس الأسطوري لروما) حتى فترة قريبة من العام 200 قبل الميلاد (وسط الجمهورية الرومانية)، وهي الفترة التي وجد فيها التوثيق المكتوب لأسماء كهذه للمرة الأولى وقبل الدمج شبه التام للشعوب الإيطالية في الثقافة الإيطالية.
كانت جميع هذه الشعوب والقبائل تتحدث لغات هندية أوروبية: الإيطالقية والقلطية واليونانية القديمة، وقبائل كانت على الأرجح تشغل مكانة وسطية بين مجموعات اللغات هذه. من الجهة الأخرى، كانت بعض الشعوب الإيطالية (مثل شعب الرايتيان وشعب كاموني وشعب إتروريا) تتحدث على الأرجح لغات هندية غير أوروبية، أو لغات هندية ما قبل أوروبية. إضافة إلى ذلك، استقرت الشعوب التي كانت ناطقة بلغات الأسرة الأفريقية الآسيوية، ولا سيما الفينيقيين الساميين وحضارة قرطاج، في بعض الأجزاء الساحلية من إيطاليا واستعمرتها (لا سيما إيطاليا المعزولة في غربي وجنوبي سردينيا وغربي صقلية). يعتقد بعض الباحثين أن العديد من الشعوب كانت تتحدث لغات غير هندية أوروبية. وكان بعض هذه اللغات أوروبي ما قبل هندي أو أوروبي قديم، في حين اقترح جياكومو ديفوتو، في ما يتعلق بلغات أخرى، تعريف البيري الهندي أوروبي (أي كل ما يكون له طابع هجين بين اللغات الهندية الأوروبية وغير الهندية الأوروبية).

## الغزو الروماني للاتيوم فيتوس (753 – 341 قبل الميلاد)
التاريخ الروماني الأكثر قدمًا من تأسيس روما كقرية قبلية صغيرة حتى نهاية العصر الملكي مع سقوط ملوك روما هو الأقل تدوينًا. على الرغم من أن تيتوس ليفيوس، الذي كان مؤرخًا رومانيًا، يضع في كتابه تاريخ روما قائمة لتسلسل ل 7 ملوك من روما القديمة منذ المستوطنة الأولى حتى السنوات الأولى، فإن «الملوك» الأربعة الأوائل (رومولوس ونوما بومبيليوس وتولوس هوستيليوس وأنكوس ماركيوس) هم مختلقون بالكامل بصورة شبه مؤكدة. يفترض مؤرخون أنه قبل تأسيس الحكم الإتروري على روما في ظل تاركينيوس بريسكوس، الملك الخامس في التقليد، كانت روما تقاد من قبل شكل من أشكال السلطة الدينية. ووفقًا للتقاليد، حصّن رومولوس أحد هضبات روما السبعة، هضبة بالاتين، بعد تأسيس المدينة، ويزعم تيتوس ليفيوس أن روما كانت، بعد فترة قصيرة من تأسيسها، «تضاهي في البراعة العسكرية أيًا من المدن المحيطة».
في ظل الملوك الإتروريين تاركينيوس وبريسكوس وسيرفيوس توليوس وتاركينيوس سوبربوس، توسعت روما نحو الشمال الغربي ودخلت في صراع ضد فينتاني (شمالي شرق نهر التيبر) بعد انقضاء مدة المعاهدة التي أنهت الحرب السابقة. حارب تاركينيوس بريسكوس السابيين (585 – 584 قبل الميلاد)، وفعل الأمر نفسه خلفه سيرفيوس توليوس. وحقق بريسكوس مرة أخرى نصرًا على اللاتينيين (اشترى مدن كورنيكولوم وكولاتيا من الدولة الرومانية) والإتروريين (في 1 من شهر أبريل نحو عام 588 أو عام 587). وحقق سيرفيوس توليوس أيضًا نصرًا مزدوجًا على الأخيرين (في 25 من شهر نوفمبر نحو 571 أو عام 570 قبل الميلاد وفي 25 من شهر مايو من عام 567 أو عام 566 قبل الميلاد). في النهاية يذكر سترابو أن تاركينيوس بريسكوس كان يدمر العديد من المدن على الدوام في إيكوي. كان ملك روما الأخير، تاركينيوس سوبربوس، أول من حارب فولسكي ومن ثم أخضع مدنًا عديدة في لاتيوم فيتوس، وأبرم سلامًا مع الإتروريين. في نهاية المطاف أطيح بالملوك الإتروريين في سياق إضعاف أوسع للسلطة الإترورية في الإقليم خلال الفترة ذاتها، وأعطت روما، التي لم تذهب ملكياتها أبعد من 15 ميلًا عن المدينة، نفسها شكلًا جمهوريًا.
مع بداية هذه الفترة التاريخية الجديدة، كان الجيران المباشرين لروما مدنًا أو بلدات لاتينية، مع هيكلية قبلية شبيهة بهيكلة روما، أو حتى بهيكلية قبائل السابين في هضاب أبينين المجاورة. في نهاية المطاف هزمت روما كلًا من السابيين والمدن المحلية التي إما سيطر عليها من قبل الإتروريين أو مدن لاتينية كانت قد تخلصت، شأنها شأن روما، من حكامها الإتروريين. هزمت روما اللافينيين والتوسكوليين في معركة بحيرة ريجيلوس في عام 496 قبل الميلاد، وهزمت السابيين في معركة غير معروفة في عام 449 قبل الميلاد، والإيكويين والفولتشي في معركة جبال ألجيدوس في عام 458 قبل الميلاد وفي معركة كوربيو في عام 446 قبل الميلاد، والفولتشي في معركة كوربيون وفي غزو أنزيو في عام 377 قبل الميلاد والأورونتشي في معركة أريتشيا، وهزمت من قبل الفيينتاني في معركة كريميرا في عام 396 قبل الميلاد. ما إن هزم الفيينتانيون، أتم الرومان بصورة فعلية غزو جيرانهم الإتروريين المباشرين، وفي الوقت نفسه أمنوا موقعهم ضد الخطر المباشر الذي كان تشكله الشعوب القبلية في هضاب ألبينيني.